# أندرو ميلر (لاعب اتحاد الرغبي)
أندرو ميلر (بالإنجليزية: Andrew Miller)‏ هو لاعب اتحاد الرغبي نيوزيلندي، ولد في 13 سبتمبر 1972 في Te Puke ‏ في نيوزيلندا.

## وصلات خارجية
- أندرو ميلر عل موقع إسبنسكروم (الإنجليزية)
- أندرو ميلر على موقع ItsRugby.co.uk (الإنجليزية)